# Dăncăi
Dăncăi – wieś w Rumunii, w okręgu Vâlcea, w gminie Fârtățești. W 2011 roku liczyła 101 mieszkańców.